# سنفورة مرحة
السنفورة المرحة هو نوع حقيقي في الفصيلة الطيثارية في جنس السنفورة. توجد في أوربة. 